# Benoît Moundélé-Ngollo
Benoît Moundélé-Ngollo (Tsambitso (Oyo), 22 de setembro de 1943) é um militar, político e escritor brazavile-congolês. Foi ministro das Obras Públicas e Construção (1979-1989).

## Biografia
Benoît Moundélé-Ngollo nasceu em Tsambitso no departamento de Cuvette. No exército congolês, alcançou o posto de general de divisão.
Foi nomeado Ministro das Obras Públicas e Construção (1979-1989) durante a primeira presidência de Denis Sassou-Nguesso. Também lutou por este último durante a guerra civil, onde também ocupou o cargo de diretor de edifícios e fortificações das forças armadas congolesas (1992-1997). É então nomeado Assessor Especial da Presidência da República (1997-1999).
Após a guerra, foi eleito prefeito de Brazavile em 1992. Juntamente com sua esposa, a política Adélaïde Moundélé-Ngollo, desempenhou um papel fundamental nas negociações de paz com o Pastor Ntumi. Em fevereiro de 2003, tornou-se prefeito do departamento de Brazavile.
Escreveu vários livros, entre os quais Lettres ouvertes e Mea maxima culpa (2009), nos quais manifesta pesar por algumas de suas ações durante a guerra civil e denuncia os golpes militares.